# Мисс Ирландия

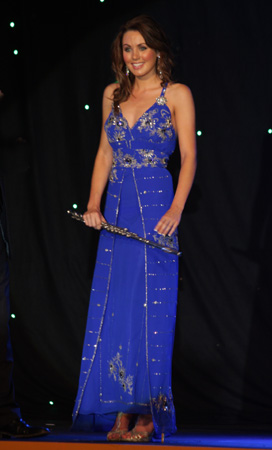
Мисс Ирландия’2008

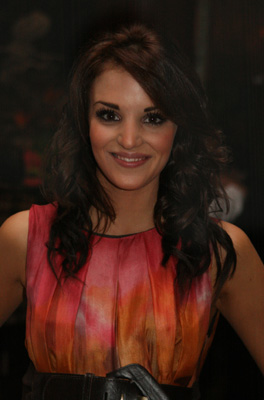
Мисс Ирландия’2007

Мисс Ирландия (англ. Miss Ireland) — национальный конкурс красоты, проводимый в Ирландии с целью выбора самой красивой девушки страны. Победительницы представляют Ирландию на конкурсе Мисс Мира.
Рост кандидаток должен быть не менее 1,7 метров, возраст — от 17 до 24 лет, они не должны быть замужем, у них не должно быть детей. Кандидатки должны быть жительницами Ирландии — родившимися здесь или получившими гражданство, они «не должны приносить дурную славу» мероприятию и его организаторам.
Представительница Ирландии, Розанна Дэвисон была победительницей конкурса «Мисс Мира» в 2003 году (в рамках этого конкурса она также выиграла в дополнительных состязаниях и стала «Мисс Европа» (Continental Queen of Beauty (Europe)) и «Мисс Пляжа» (Miss World Beach Beauty)); победительницы конкурса «Мисс Ирландия» неоднократно входили в список топ-10, топ-20 и топ-50 на финальном конкурсе, трижды получали титул Мисс Европа, конкурсантка в 2010 году получила титул Мисс Талант.
Конкурс не стоит путать с Мисс Вселенная Ирландии, основанного в 2002 году, победительницы которого участвуют в конкурсе «Мисс Вселенная».